# Jörg Mühle
Jörg Mühle (* 1973 in Frankfurt am Main) ist ein deutscher Illustrator und Kinderbuchautor, der in Frankfurt am Main lebt. Er ist Mitglied der Frankfurter Labor Ateliergemeinschaft.

## Leben
Jörg Mühle studierte visuelle Kommunikation an der Hochschule für Gestaltung in Offenbach und der Ecole Nationale Superièure des Arts Décoratif in Paris. Seit seinem Abschluss zum Diplom-Designer im Jahr 2000 ist er Teil der Labor Ateliergemeinschaft und arbeitet als Illustrator für zahlreiche in- und ausländische Verlage. Mit der Veröffentlichung des Bilderbuchs Nur noch kurz die Ohren kraulen ist er seit 2015 auch als Kinderbuchautor tätig. Von 2005 bis 2007 unterrichtete er im Rahmen einer Vertretungsprofessur Zeichnen im Studiengang Design der Fachhochschule Mainz. Er ist bekannt für seine Tier-Kinderbuchfiguren. Seine ersten Bücher illustrierte er zunächst für den französischen Markt, bevor deutsche Verlage auf ihn aufmerksam wurden. Zu seinem Durchbruch auf dem deutschen Markt führten seine Illustrationen des Kinderbuchs An der Arche um Acht von Ulrich Hub. Weiterhin illustrierte er das ebenfalls von Ulrich Hub verfasste Kinderbuch Das letzte Schaf. Dieses erzählt die Weihnachtsgeschichte aus Sicht von Schafen. Eine Zeichentrickverfilmung wurde vom Trickstudio Lutterberg umgesetzt und im Dezember 2020 auf dem KiKa veröffentlicht.
2018: Deutscher Jugendliteraturpreis für Viele Grüße, Deine Giraffe, Megumi Iwasa (Autorin), Jörg Mühle (Illustrator), Ursula Gräfe (Übersetzerin).
2019: Nominierung für:  Deutscher Jugendliteraturpreis für Zwei für mich, einer für dich — Moritz Verlag, 2018, Jörg Mühle (Text und Illustration).

## Bibliografie (Auswahl)

### Illustration und Text
- Kroko oder Krake? — Klett Kinderbuch, 2023.
- Warum heißt der Löwe Löwe? — Klett Kinderbuch, 2019.
- Zwei für mich, einer für dich — Moritz Verlag, 2018.
- Tupfst du noch die Tränen ab? — Moritz Verlag, 2017.
- Badetag für Hasenkind? — Moritz Verlag, 2016.
- Nur noch kurz die Ohren kraulen? — Moritz Verlag, 2015.

### Illustration
- Viele Grüße von der Seehundinsel — Text von Megumi Iwasa. Moritz Verlag, 2019.
- Das letzte Schaf — Text von Ulrich Hub. Carlsen Verlag, 2018.
- Viele Grüße vom Kap der Wale — Text von Megumi Iwasa. Moritz Verlag, 2018.
- Die große Schaschlik-Verschwörung — Text von Jozua Douglas. Sauerländer Verlag, 2018.
- Viele Grüße, Deine Giraffe — Text von Megumi Iwasa. Moritz Verlag, 2017.
- Allein unter Dieben 2 — Text von Frank Schmeißer. Fischer Sauerländer, 2017.
- Was sitzt im Wald und winkt? — Text von Moni Port. Klett Kinderbuch, 2016.
- Ein Känguru wie du — Text von Ulrich Hub, Carlsen Verlag, 2016.
- Winzent und der Gletscher des Schreckens — Text von David Zeltser. cbj, 2016.
- Was liegt am Strand und redet undeutlich? — Text von Moni Port. Klett Kinderbuch, 2015.
- Winzent und das große Steinzeit-Turnier — Text von David Zeltser. cbt, 2015.
- Allein unter Dieben — Text von Frank Schmeißer. Fischer Sauerländer, 2015.
- Goldgören — Text von Thilo Reffert. Little Tiger Verlag, 2014.
- Achtung: Räuber gesucht! — Text von Udo Weigelt. Sauerländer Verlag, 2014.
- Das Alte Griechenland — Text von Frank Schwieger. Gerstenberg, 2013.
- Schurken — Text von Frank Schmeißer. Ravensburger Buchverlag, 2011.
- Australien, ich komme! — Text von Thilo Reffert. Little Tiger Verlag, 2011.
- Robert und die Ritter — Text von Anu Stohner. dtv, 2011.
- Nina und Paul — Text von Thilo Reffert. Little Tiger Verlag, 2010.
- Ruchlosen Rivalen — Text von Leuw von Katzenstein. Eichborn, 2010.
- Hexenwald und Zaubersocken — Text von Jutta Richter. Hanser Verlag 2010.
- Danke schön! — Sanssouci im Carl Hanser Verlag, 2010.
- Mandela und Nelson — Text von Hermann Schulz. Carlsen Verlag 2009.
- Zottelbock — Text von Monika Spang. Atlantis, 2009.
- Schmeckt's? — Text von Sabine Jäger, Hermann Schulz. Sauerländer, 2008.
- Schöne Bescherung! — Sanssouci im Carl Hanser Verlag, 2008.
- Tut mir leid! — Sanssouci im Carl Hanser Verlag, 2007.
- See Inside Pirate Ships — Text von Rob Jones. Usborne Publishing, 2007 (Deutsch bei Loewe).
- An der Arche um Acht — Text von Ulrich Hub. Sauerländer Verlag, 2007.
- Tête de vache — Text von Didier Milotte. Editions Milan, 2007.
- Die Detektive von Cismar — Text von Simone Klages. Beltz & Gelberg, 2006.
- Der Brief ins Jenseits — Text von Bowayne. Beltz & Gelberg, 2006.
- Les enquêtes de Freddy la Truffe — Text von Gèrard Moncomble. Editions Milan, 2005.
- Safari en sous-sol — Text von Janine Teisson. Actes Sud Junior, 2005.
- Expériences pour rouler — Text von Delphine Grinberg. Editions Nathan, 2005.
- Expériences avec l'eau — Text von Delphine Grinberg. Editions Nathan, 2005.
- Les dents à petits pas — Text von Nathalie Tordjman. Actes Sud, 2004 (Deutsch bei Hanser).
- Un prince pas du tout charmant — Text von Christophe Miraucourt. Editions Milan, 2004.
- Dokéo benjamin — herausgegeben von Dominique Korach. Editions Nathan, 2003.
- Un loup à la peche — Text von Yves Pinguilly. Editions Milan, 2003.
- Jim le cow-boy et Cochise l'indien — Text von Thierry Lenain. Editions Nathan, 2003.
- Salamander im Netz — Text von Elisabeth Honey. Beltz & Gelberg, 2002.

### Bücher mit der Labor Ateliergemeinschaft
- Spielplätze, Beltz & Gelberg, 2019.
- ICH SO DU SO, Beltz & Gelberg, 2018.
- Kinder Künstler Kritzelblock, Beltz & Gelberg, 2018.
- Kinder Künstler Fratzenbuch, Beltz & Gelberg, 2018.
- Kinder Künstler Erlebnis-Sammelbuch, Beltz & Gelberg, 2017.
- 9 Kinder Künstler Kritzelkinos, Daumenkinos zum Weitermalen, Beltz & Gelberg, 2015.
- Voll gemütlich. Das Kinder Künstlerbuch vom Wohnen und Bauen, Beltz & Gelberg, 2015.
- Wildes & Unwiderstehliches Kinder Künstler Kritzelmini, Beltz & Gelberg, 2014.
- Kinder Künstler Reisebuch, Beltz & Gelberg, 2014.
- Kinder Künstler Freundebuch, Beltz & Gelberg, 2012.
- Kinder Künstler Mitmach Minis, Beltz & Gelberg, 2011.
- Kinder Künstler Abenteuerbuch, Beltz & Gelberg, 2011.
- Kinder Künstler Mitmachbuch, Beltz & Gelberg, 2010.
- Kinder Künstler Kritzelbuch, Beltz & Gelberg, 2009.

### Pixi-Bücher
Erschienen als Pixi-Bücher:
- Die Weihnachtsgeschichte — Text von Thomas Krüger, 2017.
- 10 flinke Weihnachtsmänner — Text von Thomas Krüger, 2016.
- Strandfußball mit Kaiser Franz — Text von Thomas Krüger, 2016.
- Wie das Christkind einmal verschlafen hat — Text von Thomas Krüger, 2015.
- Die geraubten Prinzen — Text von Cornelia Funke, 2014.
- Ballfieber — Text von Heinz Janisch, 2012.
- Weihnachten im Weltall — Text von Thomas Krüger, 2011.
- Wie der Weihnachtsmann Kaiser Franz überraschte — Text von Thomas Krüger, 2011.
- Wölkchen, Simon und der Regenbogen — Text von Giovanni di Lorenzo u. Sabrina Staubitz, 2011.
- 10 flinke Weihnachtsmänner — Text von Thomas Krüger, 2010.
- Kaiser Franz wird Weltmeister — Text von Thomas Krüger, 2010.
- Was der Weihnachtsmann alles kann — Text von Heinz Janisch, 2009.
- Als Kaiser Franz gegen Kaiserin Sisi Fußball spielte — Text von Thomas Krüger, 2008.
- Wie Kaiser Franz das Fußballspiel erfand — Text von Thomas Krüger, 2006.

### Übersetzungen
Nur noch kurz die Ohren kraulen
- Codladh sámh, a choinín beag! (Irisch, An Spidéal: Futa Fata, 2019)
- Спокойной ночи, зайчонок (Russisch, Moskau: Манн, Иванов и Фербер, 2019)
- 誰來幫我拍拍睡? (Shui lai bang wo pai pai shui?, Chinesisch, Peking: Dolphin Books, 2018)
- Buonanotte, coniglietto (Italienisch, Mailand: Terre di mezzo, 2018)
- Vil du nusse mit øre? (Dänisch, Aarhus: Turbine, 2018)
- Kanst tú kína mær um oyruni? (Färöisch, Tórshavn: Bókadeild Føroya Lærarafelags, 2017)
- Paijaa vielä pikkuisen (Finnisch, Helsinki: Lasten Keskus, 2017)
- Śpij, króliczku (Polnisch, Warschau: Dwie Siostry, 2017)
- Au lit, petit lapin! (Französisch, Paris: Ecole des Loisirs, 2016)
- Oyasumi (Japanisch), Machidashi : Kīsutēji 21, 2016-nen 12-gatsu 5-ka, Shohan hakkō
- Tickle my ears (englisch) - Mühle, Jörg. - [Wellington, New Zealand] : Gecko Press, [2016]
- God natt, min lilla kanin (Schwedisch) - Mühle, Jörg. - Stockholm : Alfabeta, 2015
- Nog even achter mijn oortjes kriebelen (Holländisch) - Mühle, Jörg. - Haarlem : Gottmer, 2015
- To kki leul jae wo jwo! (Koreanisch) - Mühle, Jörg. - Seoul si : Han ul lim eo lin i, 2015 nyeon 8 wol 26 il, Cho pan 1 swae

Tupfst du noch die Tränen ab?
- Coinín Beag Bocht! (Irisch) - Mühle, Jörg. - An Spidéal : Futa Fata, [2019]
- Coniglietto ha la bua (italienisch) - Mühle, Jörg. - Milano : Terre di mezzo Editore, settembre 2019, Prima edizione italiana
- Ne plač', zajčonok (Russisch) - Mühle, Jörg. - Moskva : Mann, Ivanov i Ferber, 2019
- Pupas y tiritas (Spanisch) - Mühle, Jörg. - [Madrid] : HarperCollins Ibérica, [2019]
- Xiao tu zi ni zui bang (Chinesisch) - Mühle, Jörg. - Tai bei Shi : Yuan jian tian xia wen hua chu ban, 2019
- Nie płacz, króliczku (Polnisch) - Mühle, Jörg. - Warszawa : Dwie Siostry, [2018], Wydanie 1
- Poor little rabbit! (englisch) - Mühle, Jörg. - [Wellington] : Gecko Press, [2018]
- Sèche tes larmes, petit lapin! (französisch) - Mühle, Jörg. - [Paris] : L'école des loisirs, août 2018
- Stakkels lille kanin (Dänisch) - Mühle, Jörg. - [Aarhus] : Turbine, [2018]
- Kan du trösta Lilla kanin? (Schwedisch) - Mühle, Jörg. - Stockholm : Alfabeta, [2017]
- Nog even een kusje erop (Niederländisch) - Mühle, Jörg. - Haarlem : Gottmer, 2017, Eerste druk
- Tupfst du noch die Tränen ab? (Koreanisch) - Mühle, Jörg. - Hanulimkids Publishing Co., 2017

Badetag für Hasenkind
- Coniglietto fa il bagnetto (italienisch) - Mühle, Jörg. - Milano : Terre di mezzo editore, gennaio, Prima edizione
- Pora kupat'sja, zajčonok (Russisch) - Mühle, Jörg. - Moskva : Mann, Ivanov i Ferber, 2019
- ¡Al baño, conejito! (Spanisch) - Mühle, Jörg. - [Madrid] : HarperCollins Ibérica, [2018]
- Au bain, petit lapin! (französisch) - Mühle, Jörg. - Paris : L'ecole des loisirs, [2018]
- Bombolles i tovallola (Katalanisch) - Mühle, Jörg. - [Madrid] : HarperCollins Ibérica, [2018]
- Badetag für Hasenkind (Chinesisch) - Mühle, Jörg. - [Beijing] : Dolphin Books, 2018
- Lille kanin skal i bad (Dänisch) - Mühle, Jörg. - [Åarhus] : Turbine, [2018], [1. oplag]
- Au bain, petit lapin! (französisch) - Mühle, Jörg. - Paris : L'ecole des loisirs, [2017]
- Bathtime for little rabbit (englisch) - Mühle, Jörg. - [Wellington] : Gecko Press, [2017]
- Do kąpieli, króliczku (Polnisch) - Mühle, Jörg. - Warszawa : Dwie Siostry, [2017], Wydanie 1
- Harubarnið skal í bað (Färöisch) - Mühle, Jörg. - [Tórshavn] : Bókadeild Føroya Lærarafelags, [2017]
- Ofuro (Japanisch) - Mühle, Jörg. - Machidashi : Kīsutēji 21, 2017-nen 2-gatsu 1-nichi, Shohan hakkō
- Lilla kanin badar (Schwedisch) - Mühle, Jörg. - Stockholm : Alfabeta, [2016]
- Nog even mijn haartjes wassen (Niederländisch) - Mühle, Jörg. - Haarlem : Gottmer, 2016, Eerste druk
- To kki leul ssis gyeo jwo! (Koreanisch) - Mühle, Jörg. - Seo ul si : Han ul lim eo lin i, 2016 nyeon 6 wol 2 il, Cho pan 1 swae

Zwei für mich, einer für dich
- Deux pour moi un pour toi (französisch) - Mühle, Jörg. - Paris : Pastel, [2019]
- Due a me, uno a te (italienisch) - Mühle, Jörg. - Milano : Terre di mezzo Editore, settembre 2019, Prima edizione italiana
- Eén voor jou, twee voor mij (Niederländisch) - Mühle, Jörg. - Haarlem : Gottmer, 2019
- En till dig, två till mig (Schwedisch) - Mühle, Jörg. - Stockholm : Alfabeta, [2019]
- İki bana, bir sana (Türkisch) - Mühle, Jörg. - Kadıköy-İstanbul : Kuraldışı C̦ocuk, 2019
- To til mig, en til dig (Dänisch) - Mühle, Jörg. - [Aarhus] : Turbine, 2019
- Two for me, one for you (englisch) - Mühle, Jörg. - Wellington : Gecko Press, [2019]
- Liǎng gè gěi wǒ, yīgè gěi nǐ (Chinesisch) - Mühle, Jörg. - [Taipei] : Grimm Press, 2019

An der Arche um Acht
- L' arca parte alle Otto (italienisch) - Hub, Ulrich. - Milano : Il Sole 24 Ore, [2015]
- Meet at the ark at eight! (englisch) - Hub, Ulrich. - London : Pushkin Children’s Books, [2015]
- Na arše v šest (Tschechisch) - Hub, Ulrich. - Česke Budějovice : Petrinum, [2015]
- L' arca parte alle otto (italienisch) - Hub, Ulrich. - Milano : Rizzoli, 2014, 2. ed. Rizzoli Narrativa
- Aštuntą prie laivo (Litauisch) - Hub, Ulrich. - Vilnius : Nieko Rimto, 2013
- Bilja kovčeha o vosʹmij (Ukrainisch) - Kyïv : Majsterklas, 2013, Literaturno-chudožnje vyd. 3
- Na Noetovi barki ob osmih (Slowenisch) - Hub, Ulrich. - Celje : Celjska Mohorjeva Družba, 2013
- Pulksten astoņos pie Noas šķirsta (Lettisch) - Hub, Ulrich. - Rīgā : Jumava, 2013
- U kovčega v vosemʹ (Russisch) - Kiev : Masterklass, 2013, Literaturno-chudožnje vyd.
- Meet at the ark at eight - Hub, Ulrich. - Grand Rapids, Mich. : Eerdmans Books for Young Readers, 2012
- A las otg sper l'arca (Rätoromanisch) - Hub, Ulrich. - [Cuira] : Uniun Rumantsch Grischun, 2011, 1. ed. rumantscha
- L' Arche part à 8 heures (französisch) - Hub, Ulrich. - Bruxelles : Alice, [2011]
- O ósmej na arce (Polnisch) - Hub, Ulrich. - Poznań : Media Rodzina, 2010
- Ved Arken klokken otte (Dänisch) - Hub, Ulrich. - [Århus] : Turbine, 2010
- Vid arken klockan åtta (Schwedisch) - Hub, Ulrich. - Stockholm : Turbine, 2010
- Om acht uur bij de Ark (Niederländisch) - Hub, Ulrich. - Rotterdam : Lemniscaat, 2009, 2. dr.
- Ved arken klokka åtte (Norwegisch) - Hub, Ulrich. - Bergen : Mangschou, 2008

## Ausstellungen
- Wir gratulieren – 20 Jahre LABOR Ateliergemeinschaft, Bilderbuchmuseum Troisdorf, Ausstellungsdauer 7. September bis 10. November 2019.[13][14]
- Licht aus! Die Nacht im Bilderbuch, Städtische Galerie Rosenheim, Ausstellungsdauer 24. März bis 10. Juni 2018.[15]
- Masters of Animals, Galerie der Stadt Wels, Ausstellungsdauer 1. Februar bis 6. Mai 2018.[16]
- Achtung Kartoffel!, Artists Residency, Biblioteca Salaborsa, Bologna, 2016.[17]
- Geheim!, Ludwigsburg Museum, Ausstellungsdauer 5. Dezember 2015 bis 5. März 2016.[18]
- Pssst.. !, MMK Museum für Moderne Kunst, Frankfurt am Main, Ausstellungsdauer 15. Dezember 2012 bis 27. Januar 2013.[19]
- Illustratorenschau auf der Kinderbuchmesse, Fiera del Libro per Ragazzi, Bologna 2002.
- Illustratorenschau auf der Kinderbuchmesse, Fiera del Libro per Ragazzi, Bologna 1999.

## Auszeichnungen
Luchs des Monats:
- Dezember 2018: Ulrich Hub (Text) und Jörg Mühle (Illustration) für Das letzte Schaf.[20][21]
- Juni 2022: Als Papas Haare Ferien machten[22]

Jugendliteraturpreis:
- Nominierung 2003, Kategorie: Kinderbuch, Salamander im Netz, Elisabeth Honey (Text), Jörg Mühle (Illustration), Heike Brandt (Übersetzung).[23]
- Nominierung und Preisträger 2018, Kategorie: Kinderbuch, Viele Grüße, Deine Giraffe, Megumi Iwasa (Autorin), Jörg Mühle (Illustrator), Ursula Gräfe (Übersetzerin).[11][12]
- Nominierung 2019, Kategorie: Bilderbuch, Zwei für mich, einer für dich, Jörg Mühle (Autor & Illustrator).[24][25]

Weitere Auszeichnungen:
- Leipziger Lesekompass der Stiftung Lesen: 2018: Zwei für mich, einer für dich und Ich So Du So; 2017: Viele Grüße, Deine Giraffe.[26]
- An der Arche um Acht: National Jewish Book Award 2013 (USA)[27], Soligatto 2012 (Italien), Premio Andersen 2011 (Italien), Prix Sorcières 2009 (Frankreich), Prix TamTam 2009 (Frankreich), Vlag & Wimpels van de Griffeljury 2009 (Niederlande).[28]